# Élection présidentielle finlandaise de 2018
L'élection présidentielle finlandaise de 2018 se déroule le 28 janvier 2018 en Finlande afin d'élire le président de la République. 
Le président en exercice Sauli Niinistö, candidat à sa réélection et grand favori du scrutin, l'emporte dès le premier tour par une très nette victoire. Il obtient ainsi la majorité absolue dans 298 des 311 municipalités de Finlande, et la majorité relative dans les 13 restantes.

## Contexte
Élu en 2012 en tant que candidat du Parti de la coalition nationale après un premier échec en 2006, le président en exercice Sauli Niinistö est candidat à sa réélection en 2018. Il décide cette fois-ci de se présenter en tant qu'indépendant afin de « tester son soutien populaire ». Il réunit 156 000 signatures sur les 20 000 requises et sa candidature est validée le 25 septembre 2017. Le chef du Parti de la coalition nationale, Petteri Orpo lui assure le plein soutien du parti.

## Système électoral
Le président finlandais est élu au scrutin uninominal majoritaire à deux tours pour un mandat de six ans renouvelable une seule fois de manière consécutive.
Peuvent se présenter tous ceux ayant reçu le soutien d'un parti représenté au parlement ou ayant celui d'au moins 20 000 personnes inscrites sur les listes électorales selon l'article 54 de la constitution.

## Candidats et campagne électorale
Sauli Niinistö part grand favori de ce scrutin, les sondages d'opinion prévoyant sa réélection dès le premier tour avec une large avance, tout en ne créditant aucun de ses opposants de plus de 10 % des intentions de vote en cas de second tour. Bien que se présentant en candidat indépendant, Sauli Niinistö est soutenu par le Parti de la coalition nationale et les Chrétiens-démocrates.

## Résultats
| Candidats                | Candidats                | Partis                   | Premier tour | Premier tour |
| Candidats                | Candidats                | Partis                   | Voix         | %            |
| ------------------------ | ------------------------ | ------------------------ | ------------ | ------------ |
|                          | Sauli Niinistö           | Kok                      | 1 874 331    | 62,65        |
|                          | Pekka Haavisto           | Vihr                     | 370 823      | 12,40        |
|                          | Laura Huhtasaari         | PS                       | 207 175      | 6,93         |
|                          | Paavo Väyrynen           | KP                       | 185 143      | 6,19         |
|                          | Matti Vanhanen           | Kesk                     | 122 320      | 4,09         |
|                          | Tuula Haatainen          | SDP                      | 97 254       | 3,25         |
|                          | Merja Kyllönen           | Vas                      | 89 815       | 3,00         |
|                          | Nils Torvalds            | SFP                      | 44 661       | 1,49         |
|                          |                          |                          |              |              |
| Votes valides            | Votes valides            | Votes valides            | 2 991 522    | 99,67        |
| Votes blancs et nuls     | Votes blancs et nuls     | Votes blancs et nuls     | 9 800        | 0,33         |
| Total                    | Total                    | Total                    | 3 001 322    | 100          |
| Abstention               | Abstention               | Abstention               | 1 496 682    | 33,27        |
| Inscrits / participation | Inscrits / participation | Inscrits / participation | 4 498 004    | 66,73        |